# Ataque ao Museu Nacional do Bardo
Em 18 de março de 2015, houve um ataque ao Museu Nacional do Bardo, feito por homens armados em Túnis, a capital da Tunísia, e foram mantidos reféns. Durante o ataque, 22 pessoas, na sua maioria turistas europeus, foram mortos e pelo menos outras 22 pessoas ficaram feridas. Foi um dos piores ataques contra civis na Tunísia durante tempos de paz. A polícia local trata o evento como um ataque terrorista.

## Ataque
Os membros do Parlamento da Tunísia estavam discutindo legislação antiterrorista quando foram obrigados a evacuar o prédio, devido ao som de tiros.
No museu, sete turistas estrangeiros, um cidadão tunisiano, dois criminosos e um policial foram mortos. Os turistas foram atacados quando estavam ficando fora do ônibus para entrar no complexo do Museu do Bardo. Como os turistas correram em direção ao museu para fugir dos disparos, os agressores os perseguiram. O cerco durou três horas. Três cidadãos poloneses e dois italianos foram confirmados como feridos por suas respectivas embaixadas.
As forças de segurança tunisinas escoltaram dezenas de turistas para longe do perigo, quando as forças de segurança armadas apontaram armas em direção a um edifício adjacente. Muitos turistas correram em pânico para a segurança, incluindo pelo menos um casal com duas crianças.

## Vítimas
22 pessoas foram mortas no ataque. 17 dos mortos eram italianos, alemães, poloneses, espanhóis e colombianos que estavam visitando o museu. As duas outras vítimas eram da Tunísia.

## Perpetradores
Dois homens armados foram mortos no local, no entanto, ainda não está claro quem eram os atacantes. A Tunísia tem sido o mais estável da região, mas tem lutado contra a violência dos grupos armados nos últimos anos, incluindo alguns ligados ao grupo Estado Islâmico do Iraque e do Levante. Os relatórios adicionais declaram que pode haver ser 2 ou 3 homens armados adicionais ainda à solta. No Twitter contas associadas a Estado Islâmico declararam estar muito felizes com o ataque, insistindo que os tunisianos "sigam os seus irmãos".

## Reações

### Doméstica
O primeiro-ministro Habib Essid presidiu uma reunião de emergência, enquanto o presidente Beji Caid Essebsi anunciou via Facebook que iria falar a nação mais tarde naquele dia. Em seu discurso, ele chamou o ataque de "grande desastre" e apelou para a Tunísia "entrar numa fase de mobilização" para evitar esse tipo de ataque no futuro. Protestos populares contra o terrorismo começaram no centro de Túnis após os ataques.

### Internacional
- Estados Unidos - a embaixada dos Estados Unidos emitiu uma mensagem de emergência para os cidadãos norte-americanos.[14] Secretário de Estado dos Estados Unidos, John Kerry, disse: "Os Estados Unidos condenam nos mais fortes termos possíveis o ataque terrorista mortal de hoje no Museu do Bardo em Tunis, onde homens armados mataram 19 pessoas e feriram mais de outras 20. Nós estendemos nossa profunda simpatia às famílias das vítimas e seus entes queridos."[13]
- Brasil - o Itamaraty afirmou que "condena com veemência o covarde atentado" praticado contra o Museu do Bardo. "O governo brasileiro reitera seu absoluto repúdio a atos de terrorismo e ataques contra civis inocentes, praticados sob qualquer pretexto", diz a nota divulgada pelo Ministério das Relações Exteriores. "Neste momento de luto e tristeza, o governo brasileiro estende ao povo e ao governo da Tunísia, assim como às famílias das vítimas de diferentes nacionalidades, sua solidariedade."[15]
- França - o primeiro-ministro Manuel Valls disse: "Estamos a condenar este ataque terrorista nos termos mais fortes. Estamos de pé pelo governo tunisino. Estamos muito alertas sobre como a situação está evoluindo..."[9]
- Itália - o primeiro-ministro Matteo Renzi condenou o ataque terrorista e disse que este ataque golpeia os muçulmanos moderados e que a Itália apoia o governo da Tunísia.[16]
- União Europeia - a chefe de política externa da UE, Federica Mogherini, atribuiu o ataque ao Estado Islâmico do Iraque e do Levante, dizendo que "Com o ataque que atingiu Túnis hoje, a organização terrorista [o Daish, acrônimo para EISL em árabe  Dawlat Al Islam fi Iraq Wa al-Sham ]  ataca mais uma vez os países e povos da região do Mediterrâneo. Isso fortalece nossa determinação em cooperar mais estreitamente com os nossos parceiros para enfrentar a ameaça terrorista. A UE está determinada a mobilizar todas os instrumentos que tem para apoiar plenamente a Tunísia na luta contra o terrorismo e reformar o setor de segurança do país."[17]